# Archidiecezja Cuzco
Archidiecezja Cuzco (łac. Archidioecesis Cuschensis, hiszp. Arquidiócesis del Cuzco) – rzymskokatolicka archidiecezja ze stolicą w Cuzco, w Peru. Najstarsze peruwiańskie biskupstwo. Arcybiskupi Cuzco są również metropolitami metropolii o tej samej nazwie.
W 2023 na terenie archidiecezji pracowało 62 zakonników i 41 sióstr zakonnych.

## Sufraganie
Sufraganiami archidiecezji Cuzco są:
- diecezja Abancay
- prałatura terytorialna Chuquibambilla
- diecezja Sicuani

## Historia

Położenie archidiecezji na mapie podziału diecezjalnego Peru

5 września 1536 z mocy decyzji Pawła III erygowano diecezję Cuzco. Do tej pory tereny nowego biskupstwa należały do archidiecezji sewilskiej ze stolicą w Hiszpanii. Diecezja Cuzco objęła swym zasięgiem większość Ameryki Południowej pod hiszpańskimi wpływami.
14 maja 1541 z części terenów diecezji Cuzco powstała diecezja limska (obecnie archidiecezja Lima). Tym samym biskupi Cuzco stracili na znaczeniu na rzecz ordynariuszy Limy, która w 1544 została stolicą Wicekrólestwa Peru a w 1546 siedzibą arcybiskupów metropolitów limskich.
W XVI w. z diecezji Cuzco odłączono również:
- 1 lipca 1547 diecezję paragwajską (obecnie archidiecezja Asunción w Paragwaju) - w przybliżeniu tereny dzisiejszego Paragwaju, Argentyny i Urugwaju
- 27 czerwca 1552 diecezję La Plata (obecnie archidiecezja Sucre w Boliwii) - w przybliżeniu tereny dzisiejszej Boliwii i części Chile.

1 sierpnia 1598 biskup Cuzco Antonio de Raya Navarrete, wypełniając postanowienia soboru trydenckiego, erygował diecezjalne seminarium duchowne.
W kolejnych wiekach na terytoriach biskupstwa Cuzco powstały:
- 20 lipca 1609 diecezja Ayacucho (obecnie archidiecezja Ayacucho)
- 7 października 1861 diecezja Puna
- 5 stycznia 1900 prefektura apostolska San Domingo de Urubamba (obecnie wikariat apostolski Puerto Maldonado).

23 maja 1943 Piusa XII bullą Inter praecipuas wyniósł diecezję Cuzco do godności arcybiskupstwa i stolicy metropolii.
W XX w. archidiecezja Cuzco traciła część parafii na rzecz nowo powstałych:
- 28 kwietnia 1958 diecezji Abancay
- 10 stycznia 1959 prałatury terytorialnej Sicuani
- 29 kwietnia 1967 diecezji Callao.

W lutym 1985 archidiecezję odwiedził papież Jan Paweł II.

## Ordynariusze

### Biskupi Cuzco
- Vicente de Valverde (1537–1541)
- Juan Solano (1544–1562)
- Francisco Ramirez (1562–1564)
- Mateo Pinello (1565–1569)
- Sebastián Lartaún (1570–1583)

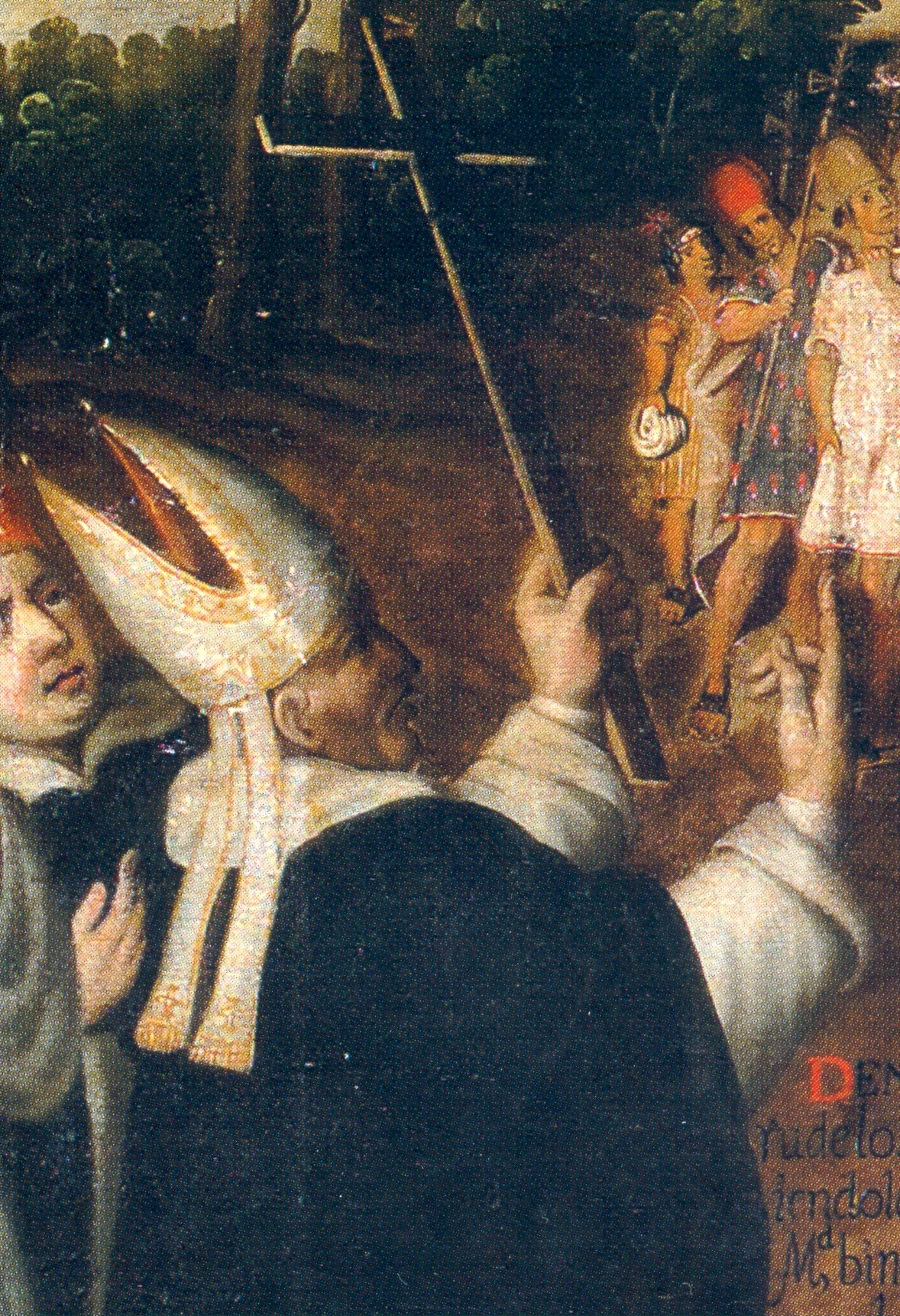
Vicente de Valverde Alvarez OP - pierwszy biskup Cuzco (1537 - 1541)

- Gregorio de Montalvo Olivera (1587–1592)
- Antonio de Raya Navarrete (1594–1606)
- Fernando Mendoza González (1609–1618)
- Lorenzo Pérez de Grado (1619–1627)
- Fernando de Vera y Zuñiga (1629–1638)
- Diego Montoya Mendoza (1640)
- Juan Alonso y Ocón (1643–1651) następnie mianowany arcybiskupem La Platy
- Pedro de Ortega y Sotomayor (1651–1658)
- Agustín Muñoz Sandoval (1659–April 1661)
- Bernardo de Izaguirre de los Reyes (1662–1669) następnie mianowany arcybiskupem La Platy
- Manuel de Mollinedo Angulo (1670–1699)
- Juan González de Santiago (1705–1707)
- Melchior de la Nava y Moreno (1712–1714)
- Gabriel de Arregui y Gutiérrez (1716–1724)
- Bernardo de Serreda y Villate (1725–1733)
- José Manuel de Sarricolea y Olea (1734–1740)
- Pedro Morcillo Rubio de Suñón (1742–1747)
- Juan de Castañeda Velásquez y Salazar (1749–1762)
- Juan Manuel Jerónimo de Romaní y Carrillo (1763–1768)
- Agustín Gorritátegui (1770–1776)
- Juan Manuel Moscoso y Peralta (1778–1789) następnie mianowany arcybiskupem Grenady
- Bartolomé María de las Heras Navarro (1789–1806) następnie mianowany arcybiskupem limskim
- José Maria Pérez Armendáriz (1806–1819)
- José Calixto de Orihuela (1821–1826)
- Eugenio Mendoza Jara (1838–1854)
- Julián Ochoa Campos (1865–1875)
- Pedro José Tordoya Montoya (1875–1880)
- Juan Antonio Falcón (Iturrizaga) (1893–1909)
- José Gregorio Castro (1910–1917)
- Pedro Pascuál Francesco Farfán de los Godos (1918–1933) następnie mianowany arcybiskupem limskim
- Felipe Santiago Hermosa y Sarmiento (1935–1943)

### Arcybiskupi Cuzco
- Felipe Santiago Hermosa y Sarmiento (23 maja 1943 - 17 grudnia 1956) następnie mianowany wikariuszem polowym wojska peruwiańskiego
- Carlos Maria Jurgens Byrne CSsR (17 grudnia 1956 - 6 grudnia 1965) następnie mianowany arcybiskupem Trujillo
- Ricardo Durand Flórez SI (14 lutego 1966 - 14 stycznia 1975) następnie mianowany biskupem Callao
- Luis Vallejos Santoni (14 stycznia 1975 - 8 czerwca 1982)
- Alcides Mendoza Castro (5 października 1983 - 29 listopada 2003)
- Juan Antonio Ugarte Pérez (29 listopada 2003 - 28 października 2014)
- Richard Daniel Alarcón Urrutia (od 28 października 2014)

## Dekanaty
Archidiecezja podzielona jest na następujące dekanaty:
- El Sagrario
- San Antonio Abad
- Patrón San Jerónimo
- Anta
- Urubamba
- Calca
- Paucartambo
- Acomayo
- Paruro
- San Martín de Porres de Huancaro
- Quispicanchi
- Quebrada Honda